# 22. SS-Freiwilligen-Kavallerie-Division "Maria Theresa"
La 22te SS-Freiwilligen-Kavallerie-Division der SS Maria Theresia fu costituita nel maggio del 1944, nella zona di Kisbér, in Ungheria, con il 17. Reggimento di cavalleria SS (proveniente dalla divisione "Florian Geyer"). La maggior parte dei soldati erano volksdeutsche provenienti dall'esercito ungherese e trasferiti alle Waffen-SS, in seguito ad un accordo tra la Germania e l'Ungheria.

## Storia
La divisione era formata da tedeschi etnici in Ungheria reclutati della Waffen-SS e dal SS-Kavallerie-Regiment 18 della 8. SS-Kavallerie-Division "Florian Geyer". La divisione doveva essere istituita nella zona tra Kisbér e Győr entro il 30 ottobre 1944; nonostante la divisione contasse 12.453 uomini, mancavano quasi 2.000 tra comandanti e sottufficiali, pertanto non era pronta per il dispiegamento entro la scadenza stabilita del 30 ottobre. Su urgente richiesta dell'Heeresgruppe Süd, fu formato un gruppo di combattimento: il "Kampfgruppe Ameiser", formato da elementi del SS-Freiwilligen-Kavallerie-Regiments 52, uno squadrone di fanteria, un plotone di cannoni antiaerei quadrinati e un convoglio motorizzato. Il gruppo di combattimento fu assegnato al LVII. Panzerkorps sul confine tra Ungheria e Romania, vicino a Sarkad, ma fu circondato e riuscì a ritirarsi, sfondando verso nord-ovest, attraverso i fiumi Körös e Tibisco, raggiungendo le proprie linee. Il gruppo di combattimento subì pesanti perdite e dovette essere trasferito nell'area di raduno della divisione a ovest di Budapest.
La divisione fu incaricata di assumere una posizione attorno al quartiere governativo e al Castello di Budapest, durante l'Operazione Panzerfaust, occupando le stazioni ferroviarie e altre importanti strutture strategiche. Successivamente la divisione formò nuovamente un gruppo di combattimento di 4.000 uomini che si spostò sul fronte a sud-est di Budapest, mentre il resto della divisione rimase nell'area di dispiegamento e continuò l'addestramento. La divisione occupò una linea del fronte che si estendeva da Alsonemedi a Budapest, nella zona tra l'isola di Csepel e Vecses, ma già il 2 novembre 1944, questi elementi furono impegnati in pesanti combattimenti difensivi, furono circondati e distrutti negli scontri contro l'Armata Rossa.
I superstiti, insieme con le poche altre unità scampate all'annientamento, costituirono il nucleo per la divisione "Lützow", mentre le poche unità antiaerea rimaste vennero aggregate alla divisione "30. Januar".

## Teatri operativi
- Ungheria (formazione e addestramento), luglio-settembre 1944
- Fronte orientale, dicembre 1944 - febbraio 1945[1]

## Decorati con la Croce di Cavaliere
In totale furono 6 gli uomini decorati con la Croce di Cavaliere della Croce di Ferro.

## Ordine di battaglia
- SS-Freiwilligen-Kavallerie-Regiment 52
- SS-Freiwilligen-Kavallerie-Regiment 53
- SS-Freiwilligen-Kavallerie-Regiment 17
- SS-Panzer-Aufklärungs-Abteilung 22
- SS-Pionier-Bataillon 22
- SS-Panzerjäger-Abteilung 22
- SS-Freiwilligen-Artillerie-Regiment 22
- SS-Nachrichten-Abteilung 22
- SS-Flak-Abteilung 22
- SS-Feldersatz-Abteilung 22
- SS-Sanitäts-Abteilung 22
- SS-Wirtschafts-Bataillon 22[1]

## Comandanti
- SS-Brigadeführer August Zehender (21 aprile 1944 - 11 febbraio 1945)[1]